# Агнес Магдалена фон Анхалт-Десау
Агнес Магдалена фон Анхалт-Десау (на немски: Agnes Magdalene von Anhalt-Dessau, * 29 март 1590, Десау, † 24 октомври 1626, Ешвеге) от род Аскани, е принцеса от Анхалт-Десау и чрез женитба ландграфиня на Хесен-Касел.

## Биография
Тя е втората дъщеря на Йохан Георг I фон Анхалт-Десау (1567 – 1618) и първата му съпруга Доротея фон Мансфелд-Арнщай (1561 – 1594), дъщеря на Йохан Алберт VI, граф фон Мансфелд в Арнщайн.
Агнес Магдалена се омъжва на 14 юни 1617 г. в Десау за ландграф Ото фон Хесен-Касел (* 24 декември 1594; † 7 август 1617), син на ландграф Мориц фон Хесен-Касел. Тя е втората му съпруга. Преди това той е бил женен за Катарина Урсула от Баден-Дурлах (1593 – 1615).
След няколко седмици нейният съпруг без да иска се застрелва. Като вдовица тя живее девет години във вдовишката си резиденция в Ешвеге, където преживява ужасите на започналата Тридесетгодишна война и се занимава главно с лекарства. Агнес Магдалена има непрекъсното конфликти с нейния свекър Мориц, който иска нейната вдовишка резиденция за съпругата си.
Агнес Магдалена е погребана в църквата Дионис в Ешвеге.